# Trdinova nagrada
Trdinova nagrada je nagrada, ki jo podeljujejo občanom Mestne občine Novo mesto za pomembnejše trajne uspehe na področju kulture, literature, vzgoje in izobraževanja ter znanosti. Imenuje se po slovenskem pisatelju in zgodovinarju Janezu Trdini, ki je živel, ustvarjal in umrl v Novem mestu.

## O nagradi
Nagrado vsako leto na občinski praznik v okviru priznanj in nagrad Mestne občine Novo mesto podeli novomeški župan. Obsega diplomo in denarno nagrado, ki jo vsako leto določi občinski svet glede na proračun, nagrajencev pa je lahko več. Razpis za vložitev predlogov za podelitev nagrade vsakoletno objavlja občinski tednik Dolenjski list, predloge, ki jih kasneje obravnava komisija in dokončno potrdi občinski svet, pa lahko podajo tako posamezniki kot podjetja, zavodi, krajevne skupnosti in razna društva.

### Zgodovina podeljevanja nagrade
Nagrado je leta 1954, eno leto pred petdesetletnico smrti  in stopetindvajsetletnico rojstva Janeza Trdine, ustanovil Okrajni odbor ljudske prosvete v Novem mestu z namenom poživitve umetniškega in znanstvenega delovanja na Dolenjskem. Prvotno se je podeljevalo pet nagrad, in sicer za literarno, likovno, pedagoško, znanstveno in ljudskoprosvetno dejavnost, predvidena skupna vsota pa je bila 100000 dinarjev. V osnovi je bila namenjena novomeškim občanom, vendar tudi drugim, če je bilo njihovo delo pomembno za dolenjsko območje. Z ukinitvijo novomeškega okraja (1963) je za nekaj let zamrla, 1965 pa jo je ponovno obudila tedaj novoustanovljena novomeška občina. Z osamosvojitvijo je prešla v pristojnost Mestne občine Novo mesto.
Prva leta je slavnostna podelitev nagrad potekala 14. julija, na dan Trdinove smrti, od leta 1965 dalje pa 29. oktobra, na tedanji občinski praznik. Od osamosvojitve dalje poteka 7. aprila.

## Seznam nagrajencev po letih[1]
| Leto      | Dobitnik |
| --------- | --- |
| 1954      | Severin Šali – za prevod Goran-Kovačićeve pesnitve Jama Vlado Lamut – za zbirko grafik Novega mesta Ivan Andoljšek – za delo Razvoj slovenskih abecednikov, beril in bralnega pouka 1551–1941 Janko Jarc – za proučevanje narodnoosvobodilnega gibanja in borbe na Dolenjskem Okrajni pevski zbor prosvetnih delavcev pod vodstvom Ervine Ropas – za razvoj pevske kulture na Dolenjskem |
| 1955      | Janez Logar – za dosežke na področju trdinoslovja Ilka Vašte – za roman Upor Marijan Mušič – za izredne zasluge za estetsko in zgodovinsko-arhitekturno ureditev Novega mesta KUD Stopiče, KUD Svoboda v Straži in KUD Trebnje – za uspešno ljudskoprosvetno delo |
| 1956      | Božidar Jakac – za dosežke na likovnem področju Marjan Kozina – za skladateljske dosežke, zlasti simfoniji Bela Krajina in Ilova gora Ivo Pirkovič – za prispevek zgodovini NOB na Dolenjskem DPD Svoboda iz Kanižarice in PD »Lojze Košak« iz Kostanjevice – za prizadevno in kvalitetno kulturnoprosvetno udejstvovanje |
| 1957      | Franček Saje – za zbiranje zgodovinskega gradiva iz NOB, zlasti za knjigo Belogardizem Jakob Savinšek – za svoje kiparske umetnine v Novem mestu in drugod po Dolenjskem Ivan Mlakar – za dolgoletno delo v dramatiki Vlasta Tavčar – za dolgoletno delo na področju šolstva in prosvete |
| 1958      | Janez Gartnar – za kvalitetno režisersko in vzgojno delo v Trebnjem Božo Račič – za pedagoško delo in široko ljudskoprosvetno udejstvovanje PD Josip Jurčič – za ljudskoprosvetno delo v Trebnjem |
| 1959      | Tone Pavček – za pesniško zbirko Sanje živijo dalje Niko Županič – za življenjsko delo na področju etnologije Vladimer Stoviček – za življenjsko delo na področju umetnosti Anton Horjak – za kulturno in prosvetno delo v Sevnici Orkester PD Dušan Jereb – za uspešno 15-letno amatersko glasbeno delovanje |
| 1960      | Josip Wester – za življenjsko delo na področju književnosti Jože Karlovšek – za življenjsko delo in prispevek znanosti Tone Gošnik – za uredniško delo pri Dolenjskem listu Konservatorski oddelek Zavoda za varstvo spomenikov LRS v Ljubljani – za delo na področju ohranjanja spomenikov na Dolenjskem in v Spodnjem Posavju, zlasti restavracijo baročne dvorane v brežiškem gradu |
| 1961      | Vera Albreht – za dosežke na področju književnosti Marija Šali – za 15-letno delo in dramske storitve Josip Didek – za projektiranje pomembnih industrijskih projektov na Dolenjskem Matko Matjan – za 30-letno amatersko udejstvovanje in vodstvo kulturno-prosvetnih organizacij Pevski zbor Svobode Dušan Jereb – za uspešno 15-letno delo in razvoj pevske amaterske dejavnosti |
| 1962      | Mirko Rupel – za študijo Primož Trubar Zoran Didek – za življenjsko delo na področju likovne umetnosti Slavko Mihelčič – za 30-letno glasbeno ustvarjanje Viktor Zemljak – za 30-letno amatersko udejstvovanje in uspehe v vodstvu kulturnih prosvetnih organizacij France Kralj – za igralske dosežke in režije, s katerimi je prispeval k razvoju in umetniški rasti amaterske gledališke dejavnosti |
| 1963–1964 | nagrada ni bila razpisana |
| 1965      | Oton Bajec – za življenjsko delo in uspešen razvoj zdravstva na Dolenjskem ter pomembne prispevke medicinski znanosti Delavsko prosvetno društvo Svobode Dušan Jereb – za uspešno dolgoletno delo na področju vzgoje in ljudske prosvete oktet DPD Brata Pirkovič – za dosežke na glasbenem področju |
| 1966      | Študijska knjižnica Mirana Jarca – za pisano kulturnoprosvetno dejavnost Ivo Zobec – za pedagoško in ljudskoprosvetno delo Tone Markelj – za življenjsko delo na področju glasbene ustvarjalnosti in poustvarjalnosti |
| 1967      | Janko Jarc Ivo Smrečnik – za pionirsko delo v boju proti tuberkulozi na Dolenjskem člani Odra mladih Ciril Podbevšek |
| 1968      | nihče |
| 1969      | Marjan Dobovšek – za izredno prizadevnost, pedagoško domiselnost in uspešnost pri delu z mladino v šoli in njenih organizacijah Ema Muser – za zasluge pri razvoju šolstva na Dolenjskem v obdobju po vojni in uspehe pri vzgajanju mladih generacij, zlasti mladih učiteljev Mara Glonar – za življenjsko amatersko kulturno-gledališko dejavnost v Novem mestu ter estetskovzgojno delo z mladino Tone Knez – za znanstvenostrokovne in poljudnoznanstvene razprave o starejši zgodovini Novega mesta in okolice |
| 1970      | nihče |
| 1971      | Boris Kobe – za slikarstvo in ilustracijo knjige Bajke in povesti o Gorjancih Janeza Trdine |
| 1972      | Milan Dodič – za bogato dejavnost na prosvetnem in kulturnem področju Martin Fujs – za dolgoletno raziskovalno delo na prosvetnem in pedagoškem področju Janez Grašič – za organizacijo šolstva, delo z mladino in razvoj pionirske organizacije Bogo Komelj – za razvoj študijske knjižnice in prispevek k zgodovini knjižničarstva na Dolenjskem |
| 1973      | nihče (ni podatka o nagrajencih) |
| 1974      | nihče (ni podatka o nagrajencih) |
| 1975      | Lojze Kastelic Boris Plantan Srečko Kodre – za dosežke na področju kulture |
| 1976      | Rudi Mraz – za delo s pevskim zborom Dušan Jereb Nada Gostič – za več kot 30-letno pedagoško, ljudskoprosvetno in družbenopolitično delo Anton Plut – za delo na področju vzgoje in izobraževanja |
| 1977      | Vinko Šribar – za uspešne arheološke raziskave v novomeški občini Marjan Močivnik – za širjenje kulturnoprosvetne dejavnosti |
| 1978      | Dragica Mlakar Veljko Troha |
| 1979      | Milka Bobnar – za področje filmskovzgojne dejavnosti Marija Novak – za prosvetno delo |
| 1980      | Fanika Černe Fanika Horvat Drago Šproc |
| 1981      | nihče (ni podatka o nagrajencih) |
| 1982      | Janez Zafred - za uspešno delo pri razvoju vzgoje in izobraževanja |
| 1983      | Filip Robar – za dokumentarni film Pamet v roke, ko boš v drugo ustvarjal svet |
| 1984      | Jože Škufca - za vzgojno-izobraževalno delo, delo v kulturi in za družbenopolitično dejavnost |
| 1985      | Anton Štampohar – za dolgoletno delo pri raziskovanju in predstavljanju polpretekle zgodovine Dolenjske Jože Dular – za življenjsko delo na področju književnosti Branka Moškon – za pionirsko delo pri razvoju folklore na Dolenjskem in dolgoletno vodenje folklorne skupine Kres Ivanka Mestnik – za dolgoletno delo z mladino |
| 1986      | Milan Adamčič – za strokovno delo na področju dermatovenerologije Pavel Zupet – za več kot 20-letno razvojno raziskovalno delo v tovarni Krka |
| 1987      | Dušan Modic |
| 1988      | Marjeta Novak |
| 1989      | Karel Bačer |
| 1990–1991 | nihče |
| 1992      | Janez Kolenc – ob 70-letnici pesniškega ustvarjanja |
| 1993      | Alojz Boh – za uspešno delo na področju zdravstva otrok na Dolenjskem Marija Gabrijelčič – za uspešno vzgojno in izobraževalno delo z učenci, starši in učitelji, še posebej učenja z miselnimi vzorci |
| 1994      | Marijan Lapanje – za življenjsko delo na področju arhitekture Marjeta Dajčman – za življenjsko delo na literarnem in prosvetnem področju Zdravko Hribar – Za dolgoletno uspešno vodenje glasbene šole in simfoničnega orkestra |
| 1995      | Miha Japelj – za ustvarjalno in bogato delo na področju znanstveno-raziskovalnega in vzgojno-izobraževalnega dela |
| 1996      | nihče |
| 1997      | Jože Kotar – za dosežke na likovnem področju |
| 1998      | Miloš Jakopec – za delo na novinarskem, kulturnem in raziskovalnem področju Nataša Petrov – za strokovno delo na kulturnem in prosvetnem področju |
| 1999      | Gorazd Cibic – za projekt Športna dvorana Leona Štuklja Miro Saje – za dosežke s Pihalnim orkestrom Krka Zdravilišča |
| 2000      | Franc Šali – za dosežke na področju literarnega ustvarjanja, publicistike in založništva Staša Vovk – za uspešno dolgoletno delo in razvoj ljubiteljske kulturne dejavnosti |
| 2001      | Jadranka Zupančič – za dosežke na bibliotekarskem, literarnem in prevajalskem področju Ivica Križ – za uspešno raziskavo in predstavitev medičarske in svečarske obrti na Dolenjskem |
| 2002      | Ana Blažič – za uspehe pri razvoju visokošolskega študija in pri ustanovitvi prve visokošolske ustanove na Dolenjskem Zdenko Picelj – za uspehe pri razvoju Dolenjskega muzeja |
| 2003      | Borut Križ – za uspehe pri raziskovanju in popularizaciji novomeške prazgodovine |
| 2004      | Felicijan Pevec – za uspehe pri urejanju in vodenju knjižnice frančiškanskega samostana Smiljan Trobiš – za uspehe na kulturnem in literarnem področju |
| 2005      | Matjaž Berger – za pomembne uspehe pri razvoju gledališkega ustvarjanja na Dolenjskem in za kakovostno delo z mladimi |
| 2006      | Marjanca Kočevar – za pomembnejše trajne uspehe na literarnem področju |
| 2007      | Marijan Dović – za pomembnejše trajne uspehe na kulturnem področju Milan Markelj – za pomembnejše trajne uspehe na literarnem in novinarskem področju |
| 2008      | Rosana Hribar in Gregor Luštek – za pomembnejše trajne uspehe na področju sodobne izrazne plesne umetnosti Janko Orač – za pomembnejše trajne uspehe na področju slikarstva in grafike |
| 2009      | Marijan Maznik – za zavzeto ustvarjalno in mentorsko delo v Likovno-kulturnem društvu Mavrica, ki pomembno bogati novomeško kulturno življenje Damijan Šinigoj – za književni opus, ki nadaljuje dobro tradicijo slovenskega romanopisja, zraslo v zibelki Novega mesta in Dolenjske |
| 2010      | Nejc Gazvoda – za ustvarjalne dosežke na področju literature in filmske umetnosti Jožica in Rudolf Škof – za uspehe na področju kulturnega ustvarjanja in širjenja kulturne dejavnosti |
| 2011      | Matjaž Matko – za pomembnejše uspehe na umetniškem in kulturno-znanstvenem področju Žiga Virc – za pomembnejše uspehe na področju filmske umetnosti |
| 2012      | Andrej Gerbec – za pomembnejše uspehe na umetniškem področju Majda Nemanič – za pomembnejše uspehe na področju ljudskega izročila in folklorne dejavnosti |
| 2013      | Alojzija Kristan – za pomembnejše trajne uspehe na področju razvijanja in širjenja bralne kulture Majda Pungerčar – za pomembnejše uspehe na področju raziskovanja in popularizacijo zgodovine Novega mesta |
| 2014      | Rasto Božič – za pomembnejše uspehe na kulturnem in publicističnem področju |
| 2015      | Daniel Brkič – za prenovo Mordaxove kapele |
| 2016      | Barica Smole – za pomembnejše trajne uspehe na literarnem področju Marjan Hren – za pomembnejše trajne uspehe na kulturnem in literarnem področju ter pri ohranjanju kulturne dediščine |
| 2017      | Ana Marij Kozlevčar – za dolgoletna prizadevanja in uspehe na prosvetnem in humanitarnem področju ter na področju socializacije Romov Aleš Makovec – za uspehe na glasbenem področju |
| 2018      | Samo Kralj – za pomembne trajne uspehe na področju likovne umetnosti in izviren pristop k umetniški dokumentarni publicistiki |
| 2019      | Nataša Mirtič – za pomembnejše trajne uspehe na področju grafične likovne umetnosti Maksimiljan Starc – za pomembnejše trajne uspehe na kulturnem in literarnem področju ter za pomemben prispevek k širjenju in poznavanju različnih kulturnih zvrsti |
| 2020      | Hamo Čavrk |